# Górnośląskie Centrum Medyczne w Katowicach
Górnośląskie Centrum Medyczne im. prof. Leszka Gieca Śląskiego Uniwersytetu Medycznego w Katowicach – zakład opieki zdrowotnej znajdujący się w katowickiej dzielnicy Ochojec, w skład którego wchodzą Górnośląski Ośrodek Kardiologii (GOK) oraz Samodzielny Publiczny Szpital Kliniczny nr 7 Śląskiego Uniwersytetu Medycznego.
Patronem szpitala jest prof. Leszek Giec.

## Historia
Z inicjatywy przewodniczącego Prezydium Wojewódzkiej Rady Narodowej w Katowicach gen. Jerzego Ziętka powstała w latach 60. XX w. koncepcja budowy specjalistycznego szpitala na terenie miasta. W jego skład miały wejść dwa szpitale: Specjalistyczny Szpital Wieloprofilowy oraz Śląski Ośrodek Kardiologii. Planowano wzniesienie osobnych budynków jako siedziby szkoły pielęgniarstwa oraz dwóch hoteli pracowniczych. Szpital otwarto w 1977. Z inicjatywy prof. Leszka Gieca, obecnie patrona szpitala, rozpoczęto w 1978 budowę Śląskiego Ośrodka Kardiologii. Szpital kardiologiczny zaczął stopniowo funkcjonować w latach 1985-1987. Oficjalnie Śląski Ośrodek Kardiologii otwarto w 1986. W rozwój ośrodka kardiologicznego zaangażowani byli: Zbigniew Religa, Anna Dyaczyńska-Herman oraz Zygmunt Antoszewski. W 2000 szpital specjalistyczny w Ochojcu wszedł do grona szpitali klinicznych Śląskiej Akademii Medycznej jako Samodzielny Publiczny Szpital Kliniczny nr 7, obecnie Samodzielny Publiczny Szpital Kliniczny nr 7 Śląskiego Uniwersytetu Medycznego.
W 2009 przed budynkiem ośrodka w Katowicach-Ochojcu odsłonięto popiersie Leszka Gieca.

## Oddziały
W skład Górnośląskie Centrum Medyczne wchodzą: Górnośląski Ośrodek Kardiologii z 7 oddziałami oraz Specjalistyczny Szpital Wieloprofilowy z 12 oddziałami i Szpitalnym Oddziałem Ratunkowym.

### Górnośląski Ośrodek Kardiologii
- I Oddział Kardiologii
- II Oddział Kardiologii
- III Oddział Kardiologii
- Oddział Elektrokardiologii
- Oddział Kardiochirurgii
- Oddział Anestezjologii i Intensywnej Terapii z Nadzorem Kardiologicznym
- Zakład Kardiologii Inwazyjnej
- Oddział Dzienny Rehabilitacji Kardiologicznej
- Oddział Kardiologii w Cieszynie
- Oddział Intensywnego Nadzoru Kardiologicznego

### Specjalistyczny Szpital Wieloprofilowy
- Oddział Laryngologii i Onkologii Laryngologicznej
- Oddział Neurochirurgii
- Oddział Neurologii z Pododdziałem Udarowym
- Oddział Chorób Wewnętrznych i Metabolicznych
- Oddział Chorób Wewnętrznych i Reumatologii
- Oddział Chirurgii Ogólnej, Naczyń, Angiologii i Flebologii
- Oddział Geriatrii
- Oddział Ortopedii i Traumatologii Narządu Ruchu
- Oddział Psychiatrii i Psychoterapii
- Oddział Pneumonologii
- Oddział Rehabilitacji Leczniczej
- Oddział Anestezjologii i Intensywnej Terapii
- Szpitalny Oddział Ratunkowy